# Genroku
Genroku (元禄?) è il nome dell'era giapponese (年号, nengō, "nome dell'anno") successiva all'era Jōkyō e precedente all'era Hōei. Copre il periodo che va da settembre del 1688 a marzo del 1704. L'imperatore regnante era Higashiyama (東山天皇).

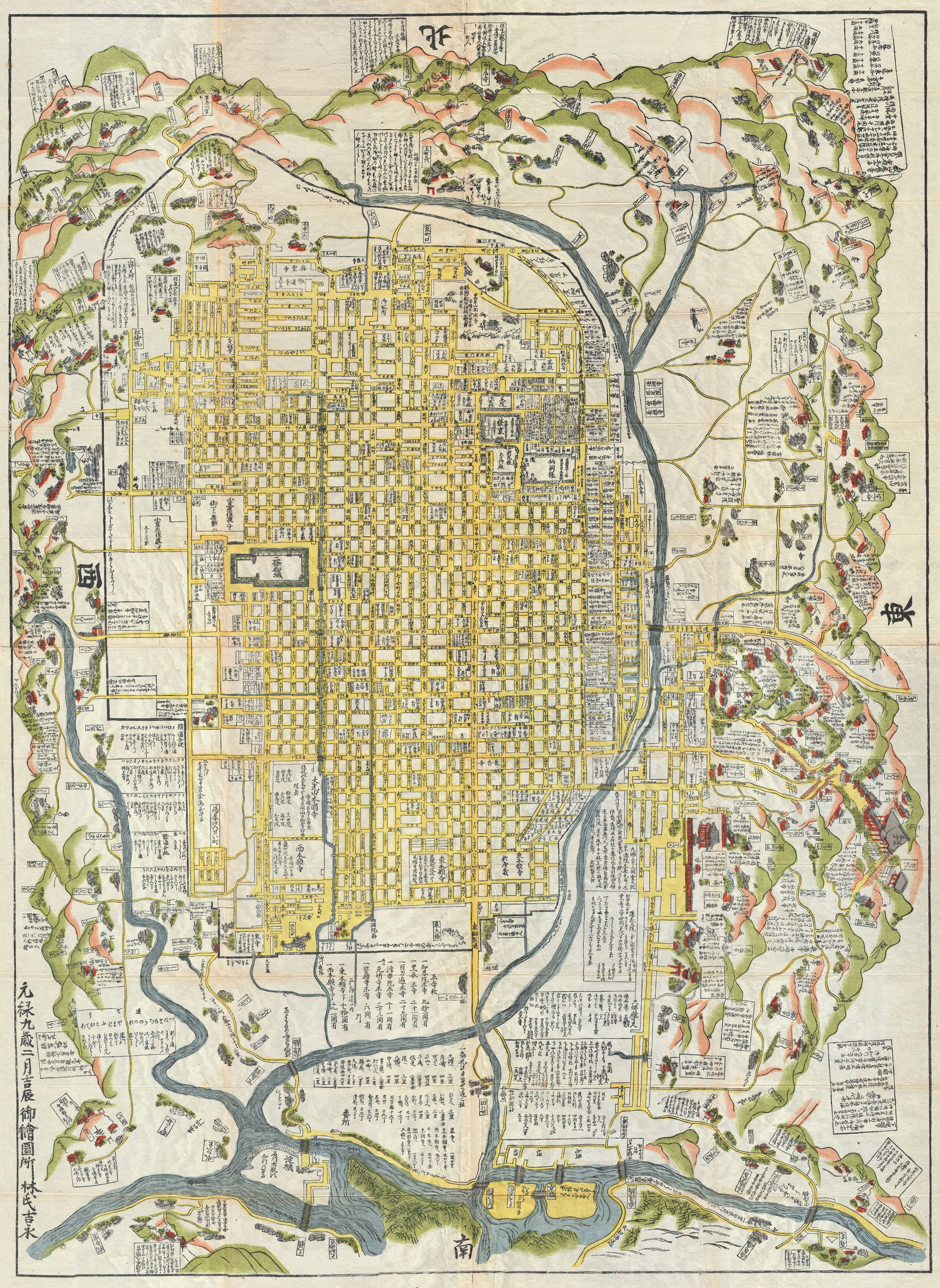
Mappa di Kyoto e immediate vicinanze, c. 1696

Genroku viene comunemente usato anche per indicare l'intero regno dello shōgun Tokugawa Tsunayoshi (1680-1709), quinto shōgun Tokugawa, e, in termini più ampi, per contrassegnare la "cultura genroku", collocabile dalla metà del XVII alla metà del XVIII secolo, caratterizzata dalla fioritura e dal rinnovamento culturale nelle arti, nella letteratura e nel teatro, e dalla diffusione dell'alfabetizzazione, specialmente nella classe dei chōnin.
A questo periodo vengono ascritti autori come il maestro di poesia haiku Matsuo Bashō, il romanziere Ihara Saikaku, il drammaturgo Chikamatsu Monzaemon, gli scrittori Arai Hakuseki e Ogyū Sorai (1666–1728), entrambi influenti studiosi confuciani che scrissero saggi e trattati in cinese classico, e celebri pittori ukiyo-e.
L'era, considerata l'età dell'oro del periodo Edo, divenne nota come periodo di benessere e prosperità, seguito a un secolo di pace interna e di isolamento, in cui il Giappone aveva raggiunto una relativa stabilità economica. La produzione agricola e il commercio aumentarono notevolmente, così come conobbero una fase di rapida crescita le città, in particolare i grandi centri urbani di Edo, capitale amministrativa dello shogunato Tokugawa, Kyoto, sede della corte imperiale, e Osaka, la cui popolazione, composta in larga percentuale da mercanti, vide crescere in maniera considerevole l'attività dei magazzini legati al porto (si calcola nell'era genraku un volume annuale di traffico di riso raggiungesse circa 1,4 milioni di koku) e dei negozi che rifornivano il milione e più di residenti di Edo dei principali prodotti di consumo corrente, dai tessuti di cotone e l'olio per lampade, ai rivestimenti per i tatami, alle calzature.
La vita urbana conobbe uno sviluppo intenso e senza precedenti, intorno a cui si materializzò una cultura cosiddetta “mercantile”, distinta dalla cultura di corte che fino ad allora dominava la vita culturale dell'arcipelago, stimolata dall'aumento delle pubblicazioni mediante la stampa xilografica di piccoli opuscoli (kanazōshi) - tra cui manuali, guide, libri di fiabe e leggende - scritti in un linguaggio semplice, per il consumo popolare, e al nuovo genere di narrativa popolare rappresentato dagli ukiyo-zōshi, brevi romanzi popolari illustrati, il cui autore più famoso fu Ihara Saikaku.
L'emergente e ricca classe mercantile dei chōnin concentrata nelle città e portatrice di uno stile di vita concentrato sui piaceri materiali e non su rigidi codici morali, diede un notevole impulso allo sviluppo delle arti e a forme di intrattenimento rappresentate dai teatri e dai quartieri del piacere, divenuti il soggetto preferito di dipinti e stampe ukiyo-e.
La situazione finanziaria dello shogunato, tuttavia, non fu altrettanto florida: per tentare di risolvere tale crisi, nel 1698 venne disposto l'aumento della quantità di monete in circolazione, riconiandole e diminuendo il loro contenuto di metallo aureo, sceso dall'85% al 57%. Il risultato di questo primo esperimento di svalutazione non fu molto positivo, accrebbe il caos valutario e fu accompagnato da un drammatico aumento dei prezzi.

## Cambio di era
1688 (Genroku gannen, 元禄元年): la nuova era iniziò nel quinto anno di Jōkyō, il 30º giorno del 9º mese. Il nome Genroku venne scelto per segnare l'inizio del regno dell'imperatore Higashiyama.

## Eventi dell'era Genroku

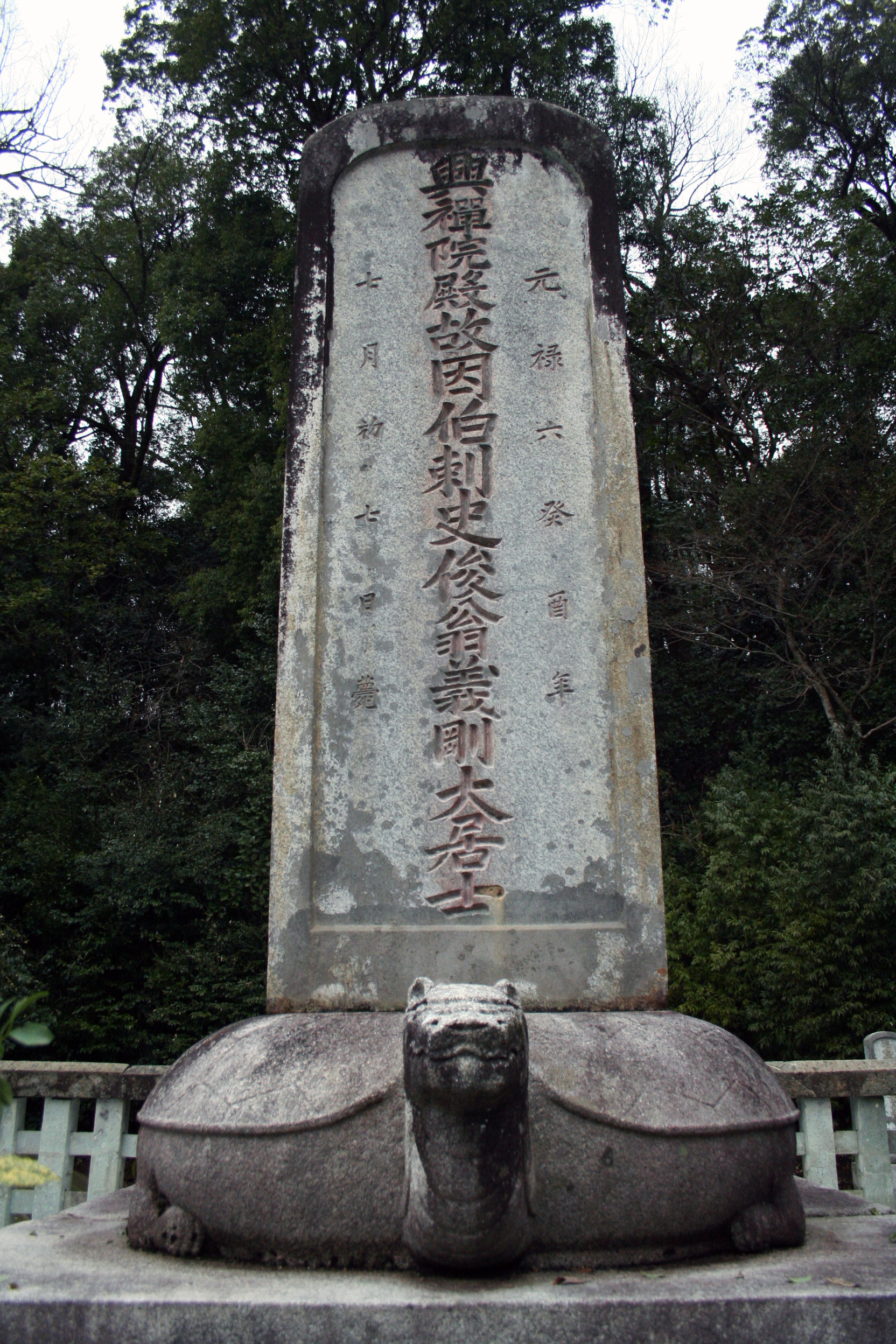
Una stele a base di tartaruga di Ikeda Mitsunaka, un sovrano del dominio Tottori, datata Genroku 6

- 1688  (Genroku 1, 1º mese): Ihara Saikaku scrive Buke Giri Monogatari (Racconti sui doveri dei samurai) e Nippon Eitaigura (Il tesoro eterno del Giappone)[13]
- 1688 (Genroku 1, 11º mese): Yanagisawa Yoshiyasu (1659–1714) viene nominato da Tsunayoshi Gran Ciambellano (側用人, soba-yōnin)[14]
- 1688 (Genroku 1): lo shogunato Tokugawa revisiona il codice di condotta per i funerali (Fuku-kiju-ryō) che incorpora anche un codice di condotta per il lutto[15]
- 1689: Matsuo Bashō inizia un viaggio a piedi nel Giappone settentrionale da cui trae ispirazione per la sua raccolta di poesie Lo stretto sentiero verso il profondo Nord (Oku no Hosomichi)[16]
- 1690: si afferma la letteratura popolare ukiyo-zoshi, il genere letterario della nuova classe borghese dei chōnin; l'artista Torii Kiyomori inizia a produrre illustrazioni di attori, producendo il suo primo poster per l'Ichimura-za; la scuola fondata dal filosofo neoconfuciano Hayashi Razan viene denominata scuola ufficiale dello shogunato[17]
- 1690-1692 (Genroku 2, 3º giorno del 7º mese ): il viaggiatore e naturalista tedesco Engelbert Kaempfer percorre due volte metà del Giappone a cavallo, da Nagasaki a Edo; per due anni, dal 1690 al 1692 lavora a Dejima come medico presso la stazione commerciale della Compagnia delle Indie Orientali.[18][19]
- 1690 (Genroku 3, 10º mese): vengono emanate delle disposizioni per scoraggiare l'abbandono dei bambini: le persone indigenti possono chiedere aiuto per l'allevamento dei propri figli ai datori di lavoro, superiori o magistrati; le donne incinte e i bambini sotto i sette anni devono essere registrati in appositi elenchi[20]
- 1691: Tsunayosh trasferisce da Edo a Yushima l'Accademia confuciana creata dal terzo shogun Tokugawa Iemitsu e affidata nel 1630 a Hayashi Razan; rivolta all'istruzione di samurai e gokenin (servitori dello shogun), e agli studiosi confuciani di vari campi del sapere, prende il nome di Shoheizaka, un riferimento al luogo di nascita di Confucio e ottiene lo status ufficiale dallo shogunato[21]
- 1692 (Genroku 5): i monaci gyōnin del Monte Kōya vengono severamente sanzionati per aver disatteso gli ordini del bakufu: 627 vengono esiliati a Kyūshū e nella regione di San'in e l'anno successivo 902 templi gyōnin sono rasi al suolo; solo 280 restano operativi[22][23]
- 1693 (Genroku 6, 12º mese): Arai Hakuseki diventa consigliere del daimyō di Kōfu-han, il futuro shōgun Tokugawa Ienobu
- 1693 (Genroku 6): il codice di condotta per i funerali viene nuovamente rivisto[24]
- 1693: lo shogunato completa il censimento di Edo, registrando più di 353.000 chōnin[17]
- 1695 (Genroku 8, 2º mese): rilevamento del territorio effettuato sotto il controllo diretto del bakufu nel Kantō
- 1695 (Genroku 8, 8º mese): inizia la coniazione delle monete Genroku; sul dritto delle monete di rame viene posto il carattere giapponese (元?, gen), lo stesso carattere utilizzato oggi in Cina per lo yuan. Non esiste tuttavia alcun collegamento tra questi usi.[2]
- 1695 (Genroku 8, 11º mese): viene realizzato il primo canile per cani randagi a Edo. Per i numerosi editti emanati a protezione dei cani randagi e malati, Tokugawa Tsunayoshi viene soprannominato "lo shōgun del cane" (Inu-Kubō, 犬公方).[25]

- 1697 (Genroku 10): viene realizzata la quarta mappa ufficiale del Giappone (Genroku kuni ezu, trad. mappe terrestri nazionali), che comprende montagne, fiumi, strade e altri punti di riferimento, in una scala 1:21.600[26][27]Monete d'oro dell'era Genroku (元禄小判 genroku koban)

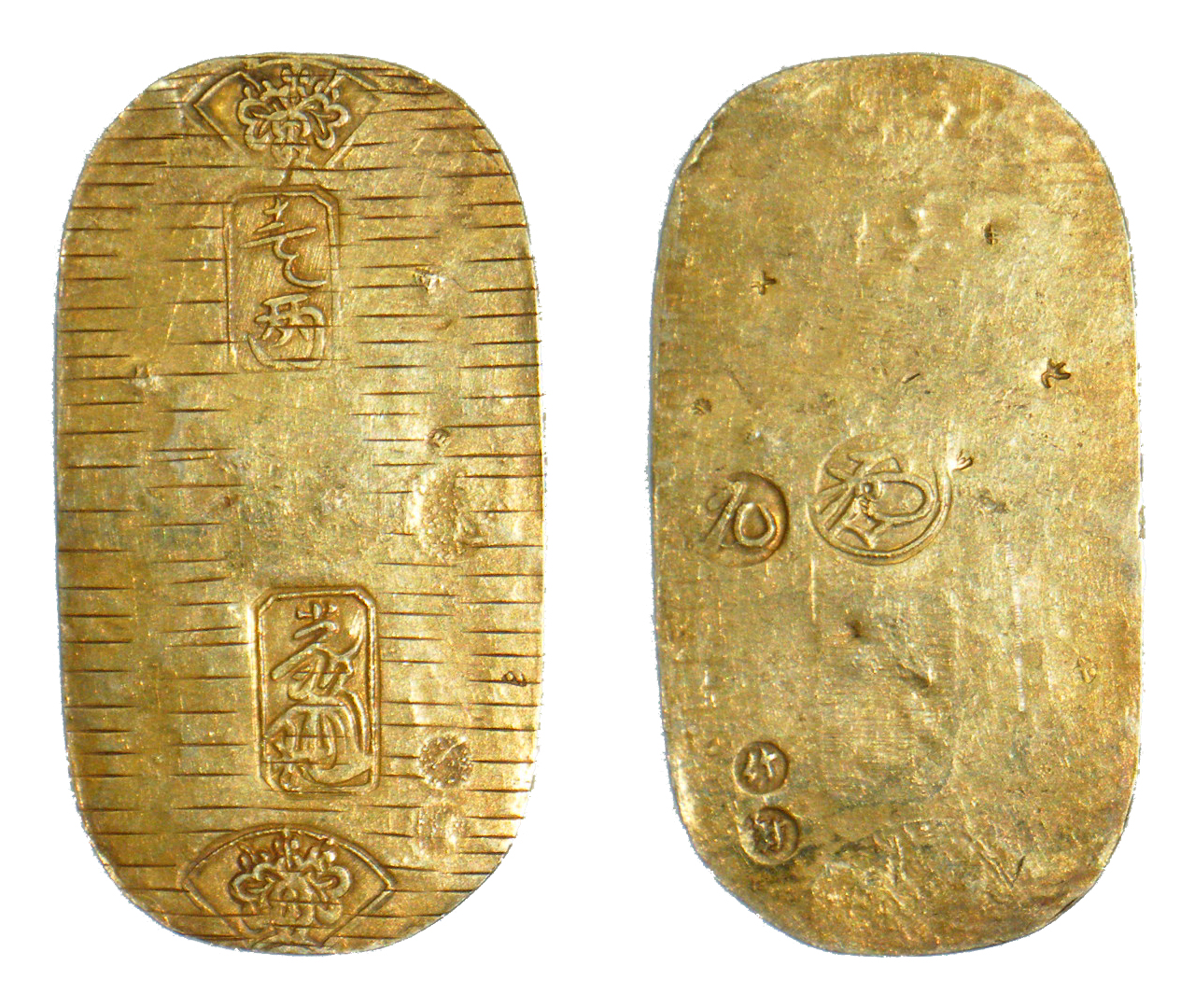
Monete d'oro dell'era Genroku (元禄小判 genroku koban)

- 1697 (Genroku 10): Grande incendio a Edo[2]
- 1698: Tsunayoshi ordina la sua prima svalutazione della moneta[17]
- 1698 (Genroku 11): un altro grande incendio a Edo. Una nuova sala viene costruita all'interno del recinto del tempio Edo di Kan'ei-ji[2]
- 1700 (Genroku 13, 11º mese): viene stabilito il tasso di cambio delle monete d'argento
- 1701: Asano Naganori, signore del dominio di Akō, è costretto a commettere seppuku dopo aver aggredito Kira Yoshinaka, maestro di cerimonie di corte[28]
- 1703 (Genroku 15, 12º mese): un gruppo di quarantasette rōnin, dopo aver pianificato l'azione per circa due anni, vendica la morte del proprio signore, Asano Naganori, uccidendo il presunto responsabile, Kira Yoshihisa[28]
- 1703 (Genroku 16, 3º mese): Ōishi Yoshio, leader dei quarantasette rōnin, è condannato dalle autorità con altri 45 ronin al suicidio rituale (solo uno di loro evita la condanna)[29][30]
- 1703 (Genroku 16, 5º mese): prima rappresentazione dell'opera teatrale di Chikamatsu Monzaemon Doppio suicidio d'amore a Sonezaki (Sonezaki shinju)
- 1703 (Genroku 16, 23º giorno dell'11º mese): un grande terremoto, chiamato il terremoto di Genroku, colpisce la regione del Kantō. Edo e parti del castello dello shōgun crollano.[31] Il giorno successivo un vasto incendio si diffonde in tutta la città.[2] Parti della costa di Honshū vengono colpite dallo tsunami e circa 200.000 persone risultano uccise o ferite.[31]
- 1704: Muore Ichikawa Danjuro I, capostipite del lignaggio di attori kabuki Ichikawa;

## Figure di spicco dell'era Genroku
- Chikamatsu Monzaemon, drammaturgo jōruri
- Ichikawa Danjūrō I, Sakata Tōjūrō I, Yoshizawa Ayame I, attori kabuki
- Ihara Saikaku, romanziere
- Arai Hakuseki, studioso confuciano e consigliere dello shōgun
- I quarantasette rōnin
- Ogata Kōrin e Ogata Kenzan, artisti della scuola Rinpa
- Torii Kiyonobu, Hishikawa Moronobu, Miyagawa Chōshun, artisti ukiyo-e
- Matsuo Bashō, poeta haiku